# Quercus infectoria
Quercus infectoria är en bokväxtart som beskrevs av G.Olivier. Quercus infectoria ingår i släktet ekar, och familjen bokväxter.
Quercus infectoria är ofta en buske eller ett upp till 3 meter högt träd. Sällan blir trädet 15 meter högt.
Arten förekommer på Cypern och i Mellanöstern vid Medelhavet samt glest fördelad i södra Turkiet, norra Irak och Azerbajdzjan. Den växer i låglandet och i bergstrakter upp till 1700 meter över havet. Denna ek ingår i lövfällande skogar, ofta tillsammans med bokar, och det hittas vid åkrarnas kanter. I Turkiet bildas ofta skogar tillsammans med andra ekar.
Beståndet hotas av skogsbruk och av betande djur. Hela populationen anses vara stor. IUCN listar arten som livskraftig (LC).

## Underarter
Arten delas in i följande underarter:
- Q. i. infectoria
- Q. i. veneris

## Bildgalleri

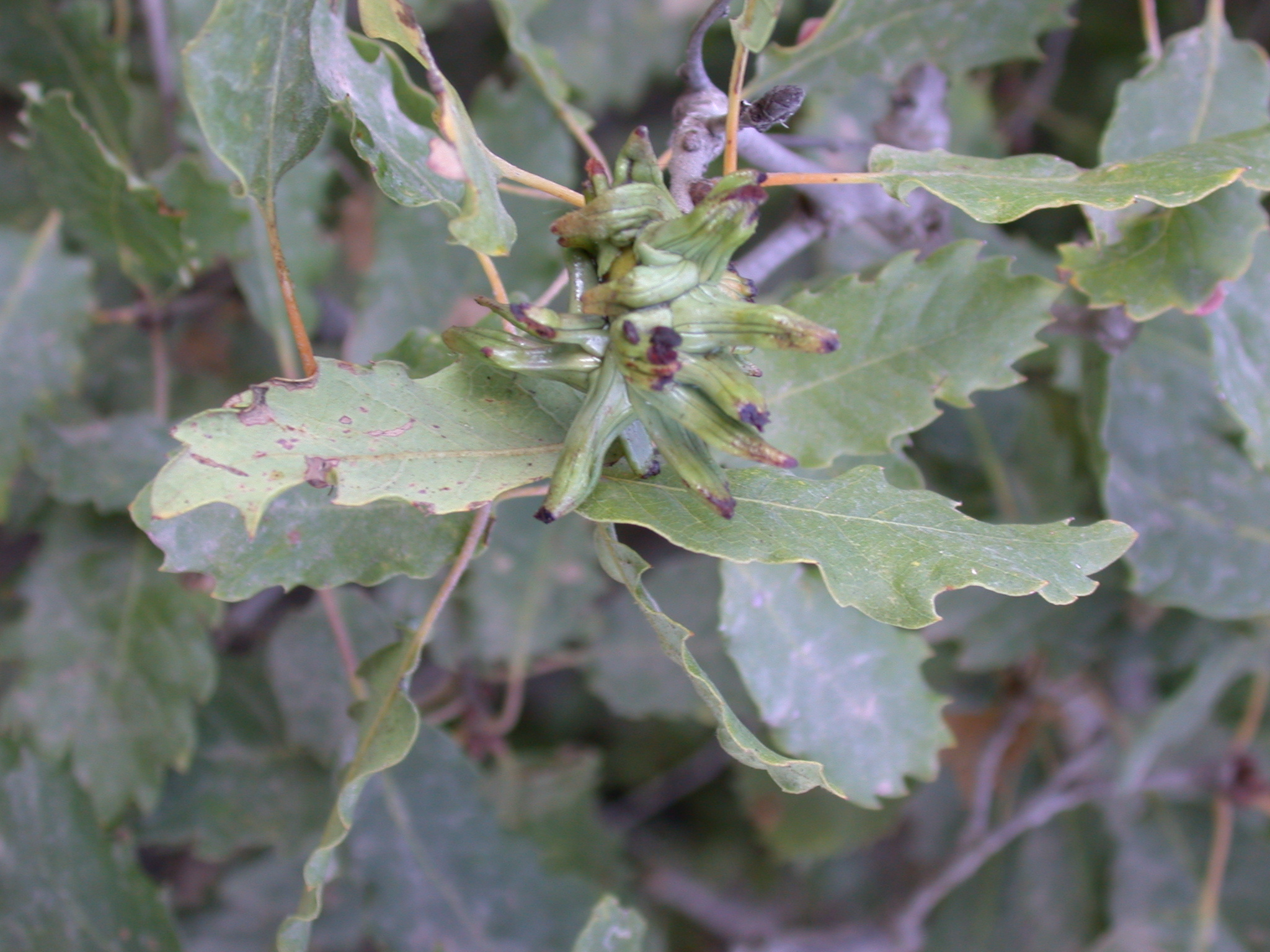
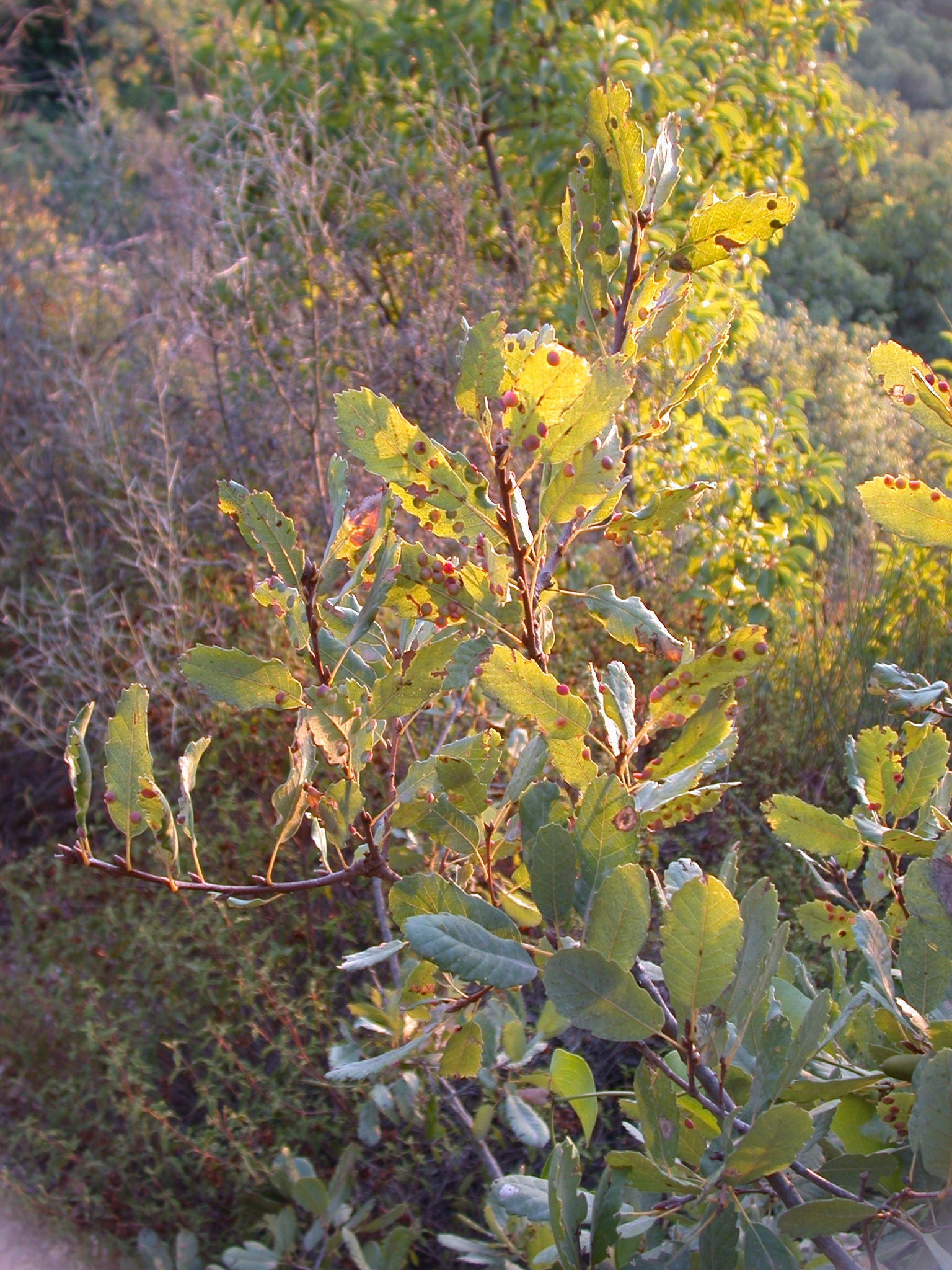
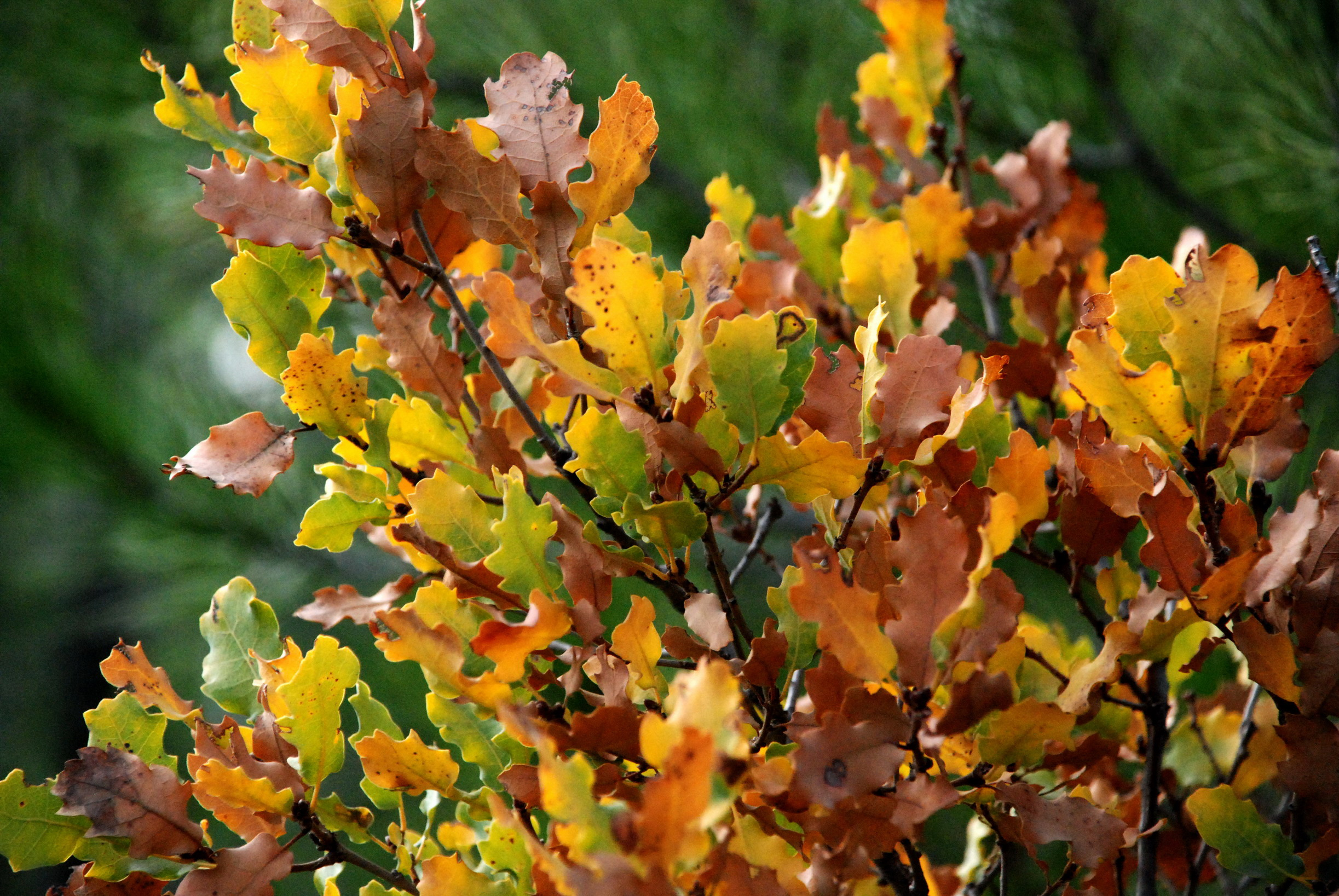
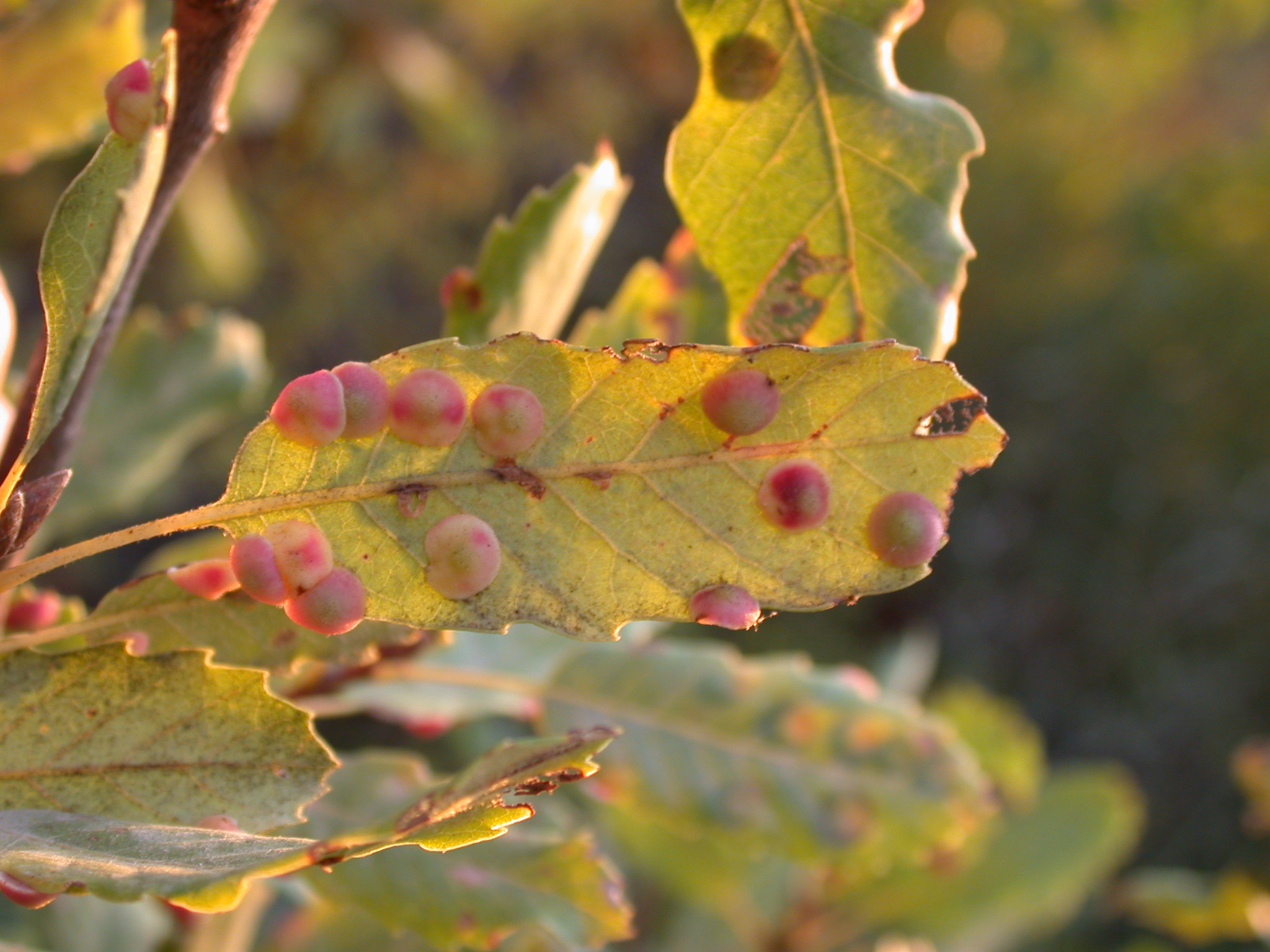
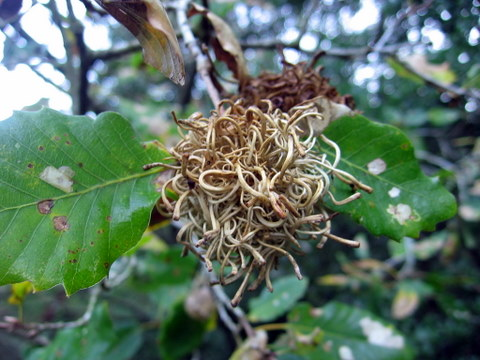
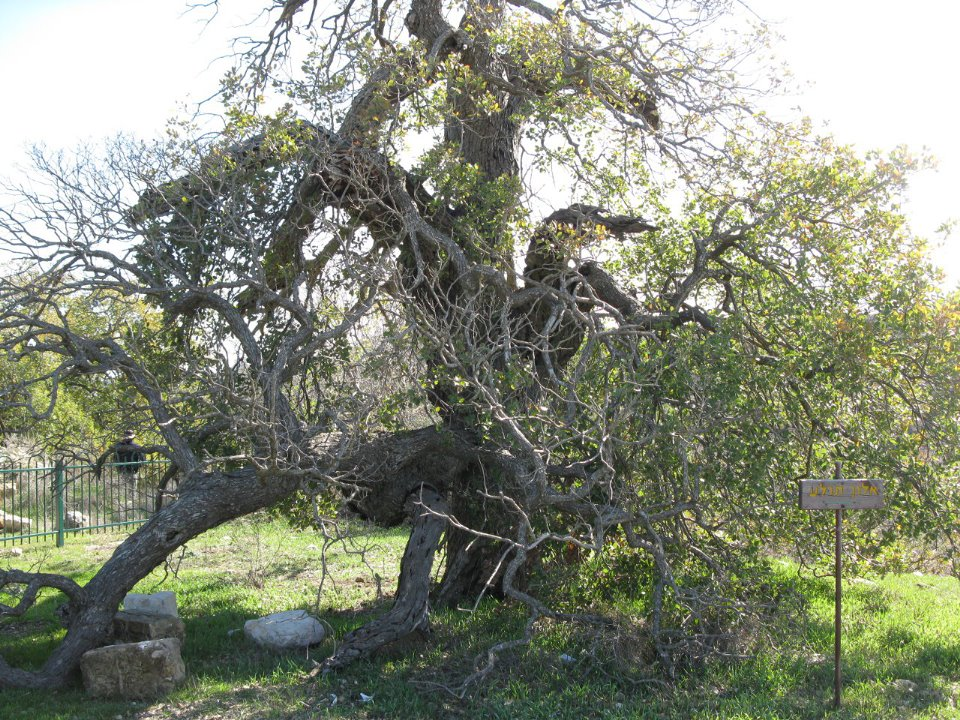